# Dubí
Dubí (tjekkisk udtale: [ˈdubiː] ; tysk: Eichwald) er en kurby i distriktet  Teplice i regionen Ústí nad Labem i Tjekkiet med omkring 8.000 indbyggere.
Bydelene og landsbyerne i Běhánky, Bystřice, Cínovec, Drahůnky, Mstišov og Pozorka er administrative dele af Dubí.

## Etymologi
Navnet blev afledt af dub, dvs. "eg"; det oprindelige tyske navn Eichwald betyder "egeskov". Dubí blev opkaldt efter de omfattende egeskove, der voksede her.

## Geografi
Dubí ligger omkring 5 km  nordvest for Teplice og 16 km  vest for Ústí nad Labem. Det kommunale område, nærmere bestemt landsbyen Cínovec, ligger på den tjekkisk-tyske grænse. Den sydlige del af området med det meste af det bebyggede område ligger på Most-sletten og  den nordlige del ligger i Erzgebirge. Det højeste punkt er bakken Cínovecký hřbet på 881 meter  over havets overflade. Bystřice-strømmen løber gennem byen.

## Historie
De første skriftlige omtaler af Dubí er fra perioden 1494-1498, hvor det var en mineboplads for tinminearbejdere. Senere blev byen berømt for produktion af glas og porcelæn og for kurbade.

### Spa
De første kurbade i Dubí blev bygget i 1860 under ledelse af Anton Tschinkel, grundlæggeren af en lokal porcelænsfabrik. I 1862 blev hans første spa (Diana's Spa) åbnet. Det nuværende Theresa's Spa med mineralvand, anbefalet til patienter efter hjerne- og rygsøjleoperationer, har været i drift siden 1879.

## Økonomi
Europas største forekomster af det lithium -bærende glimmer zinnwaldit ligger  i området Cínovec. I 2022 ventede man at  starte minedriften i 2025, men det er fortsat usikkert, om Tjekkiet vil tage stilling til minedrift på grund af høje miljøkrav.

## Transport
Dubí er et vigtigt transitpunkt til Tyskland på den Europavej E55. Grænseovergangene Cínovec / Altenberg og Cínovec / Zinnwald ligger i kommunens område.
Den naturskønne Most –Dubí – Moldava jernbanelinje passerer gennem byen. Den er et teknisk monument, der blev erklæret som kulturarv i 1998.

## Seværdigheder
Den vigtigste seværdighed i Dubí er Jomfru Marias ubesmittede undfangelseskirke, som blev bygget på ordre af prinsesse Clary-Aldringen mellem 1898 og 1906 som en kopi af Venedig-kirken Madonna dell'Orto for at tjene som deres families kirke.
Dvojhradí er en jagthytte i Mstišov, bygget i 1702–1703. Det blev fuldstændig rekonstrueret efter en brand i 2018. Det fungerer som en restaurant.